# 丸山 (鹿児島県)
丸山（まるやま）は、鹿児島県薩摩川内市樋脇町塔之原（旧樋脇町）に聳える火山である。薩摩丸山（さつままるやま）、甲山（かぶとやま）とも呼ばれる。
半球形の特徴的な山容を呈し樋脇のシンボルの一つとされている。山頂には弁財天が祀られており、三等三角点が置かれている。西側山腹に厳島神社があり、南東側山腹には丸山公園がある。また、東側山麓に丸山自然公園が整備されている。
北東6キロメートルにある藺牟田池を囲む藺牟田火山と同時期の55万年前に形成された溶岩円頂丘（溶岩ドーム）である。角閃石安山岩からなり、山頂南側斜面には柱状節理が見られる。山腹は常緑広葉樹林となっている。

## 伝説
藺牟田池と丸山
昔、太どんと呼ばれる大男が水田を拓くため藺牟田に池を掘り藺牟田池とした。このとき掘った土を竹製のもっこに入れ、ひっくり返して積み上げたものが丸山であるといわれる。
川内川と丸山
昔、宮之城の山崎に住むうどどんと呼ばれる大男が樋脇の倉野を流れる川内川の水を飲み、一緒に飲み込んだ砂を吐いたものが丸山になったといわれる。